# Seleção Russa de Futebol de Areia
A Seleção Russa de Futebol de Areia representa a Rússia em amistosos e torneios oficiais de futebol de areia (ou beach soccer).

## Elenco
Nota: Bandeiras indicam equipe nacional, conforme definido pelas regras de elegibilidade da FIFA. Os jogadores podem ter mais de uma nacionalidade não-FIFA.
| N.º |        | Posição | Jogador             |
| --- | ------ | ------- | ------------------- |
| 1   | Rússia | G       | Andrey Bukhlitskiy  |
| 2   | Rússia | D       | Yuri Gorchinskiy    |
| 3   | Rússia | D       | Roman Zaikin        |
| 4   | Rússia | D       | Alexey Makarov      |
| 5   | Rússia | D       | Yuri Krasheninnikov |
| 6   | Rússia | M       | Dmitry Shishin      |

| N.º |        | Posição | Jogador             |
| --- | ------ | ------- | ------------------- |
| 7   | Rússia | D       | Anton Shkarin       |
| 8   | Rússia | D       | Ilya Leonov         |
| 9   | Rússia | A       | Egor Shaykov        |
| 10  | Rússia | D       | Artur Paporotnyy    |
| 11  | Rússia | A       | Egor Eremeev        |
| 12  | Rússia | G       | Alexander Filimonov |

## Títulos
| Mundiais     | Mundiais              | Mundiais | Mundiais                      |
|              | Competição            | Vezes    | Ano                           |
| ------------ | --------------------- | -------- | ----------------------------- |
|              | Copa do Mundo         | 3        | 2011, 2013 e 2021             |
|              | Copa Intercontinental | 4        | 2011, 2012, 2015 e 2021       |
| Continentais |                       |          |                               |
|              | Competição            | Vezes    | Ano                           |
|              | Liga Europeia         | 5        | 2009, 2011, 2013, 2014 e 2017 |
|              | Taça da Europa        | 2        | 2010 e 2012                   |
|              | Jogos Europeus        | 1        | 2015                          |